# Совка земляная каёмчатая
Совка земляная каёмчатая (лат. Noctua fimbriata) — ночная бабочка из семейства совок.

## Описание
Длина переднего крыла 22 - 27 мм. Размах крыльев 45 – 61 мм. Вид характеризуется половым диморфизмом: самцы имеют темно-коричневую окраску передних крыльев, самки - светлые, оранжево-желтую, с наружной поперечной полосой. Задние крылья жёлтой или ярко-рыжей окраски. Широкая чёрная полоса проходит на задних крыльях. Почковидное и кольцевое пятна на крыльях — со светлыми ободками.

## Ареал и местообитание
Ареал вида простирается от Западной Европы до Западной Сибири и Туркменистана, Малой Азии. На Украине распространена повсеместно. Встречается на опушках, полянах, пахотных землях, в балках, парках, садах. В горах Центральной Европы поднимается на высоту до высот 2500 м.

## Время лёта
Период лета: с июня по сентябрь. Бабочки летом имеют диапаузу. Развивается одно поколение за год.

## Гусеницы
Стадия гусеницы с сентября по май. Гусеница желтовато-серой окраски с малозаметной светлой линией на спине, дыхальца окаймлены чёрными кольцами. Кормовые растения гусениц: первоцвет, малина, ежевика, одуванчик, клевер, виноград, ива и другие.